# CoinMarketCap
CoinMarketCap (CMC) es un sitio criptográfico de seguimiento de precios y proveedor de datos criptográficos. Publica datos de mercado y activos criptográficos en tiempo real que incluyen seguimiento de precios, capitalización de mercado de activos criptográficos, niveles de dominio de Bitcoin y datos de volumen de intercambio de criptomonedas. A fecha de enero de 2021 el sitio proporciona datos para 8.192 criptoactivos únicos. Es el sitio de calificación criptográfica más popular a nivel mundial.

## Historia
CoinMarketCap fue fundada en mayo de 2013 por el desarrollador Brandon Chez en su apartamento en Long Island City, Queens, Nueva York.
En mayo de 2016 lanzó su primera API pública.
Hasta 2017, Chez trabajaba en solitario, pero a fines de ese año formó un equipo central para gestionar el sitio. En 2018, según The Wall Street Journal, CoinMarketCap se convirtió en uno de los sitios web con mayor tráfico global. El propio Chez mantuvo un perfil bajo hasta enero de 2018, cuando el diario lo identificó públicamente y le dedicó un reportaje en profundidad.
El 8 de enero de 2018 la plataforma excluyó de sus cálculos de precios los intercambios de Corea del Sur, debido a que los valores allí se encontraban persistentemente muy por encima de los internacionales. La medida provocó una caída abrupta en la capitalización de mercado de varias criptomonedas, entre ellas XRP.
En mayo de 2018 lanzó una aplicación móvil para iOS y en junio incorporó un modo oscuro.
En marzo de 2019 presentó dos índices de referencia elaborados junto con el proveedor alemán Solactive AG: el CMC Crypto 200 Index (CMC200), que incluye a las 200 principales criptomonedas ponderadas por capitalización de mercado, y el CMC Crypto 200 ex BTC Index (CMC200EX), que mide el mercado de activos digitales excluyendo a Bitcoin.
En noviembre de 2019 introdujo una métrica de liquidez con el fin de combatir el reporte de volúmenes de negociación falsos en los intercambios de criptomonedas.
En abril de 2020 la empresa fue adquirida por el exchange Binance, por un monto no revelado. La revista Forbes estimó la operación en unos 400 millones de dólares, aunque la cifra no fue confirmada. Desde entonces, CoinMarketCap ha seguido operando como una subsidiaria con marca independiente.
En diciembre de 2021, CoinMarketCap experimentó una anomalía técnica en la visualización de precios, que llegó a mostrar capitalizaciones de mercado extremadamente infladas. Tanto CoinMarketCap como Coinbase señalaron que el error fue interno y no se debió a un ataque externo.